# 渡辺奈緒子
渡辺 奈緒子（わたなべ なおこ、1984年7月30日 - ）は、日本の女優。
神奈川県出身。リップ、モノポライズ所属を経て、2013年よりネストに所属。同年7月よりドーモと業務提携を結ぶ。身長164cm、スリーサイズはB80,W60,H86。

## 略歴
2002年、「第2回クラリオンWebアイドルコンテスト」にてグランプリを受賞。2006年に映画『東京大学物語』で映画デビュー。以降、『リアル鬼ごっこ』、『シルク』、『アウトレイジ』などの映画に出演した。
2010年にAV女優みひろの自伝的小説を映画化した『nude』で主演を務めた。
2012年2月、ヘアヌード写真集『黎明』を発売し、「これを区切りに充電期間にしたい」と語った。
2013年2月、ネストに所属した。

## 出演

### テレビドラマ
- 水戸黄門 第33部 第11話「 おっかさんは村の太陽- 岩国」（2004年6月28日） - おさと 役
- 女と愛とミステリー 警視庁強行犯係・樋口顕2（2004年、テレビ東京） - リオ（飯島里央） 役
- 離婚弁護士II〜ハンサムウーマン〜（2005年、フジテレビ）
- ユキポンのお仕事（2007年、テレビ東京）
- 女帝 第4話・5話（2007年、テレビ朝日） - 千夏 役
- モップガール 第10話（2007年、テレビ朝日） - 中根樹里 役
- キミ犯人じゃないよね? 最終話（2008年、テレビ朝日）
- トミカヒーロー レスキューフォース 第18話ほか（2008年8月 - 2009年3月、テレビ東京） - 神崎律子 役
- ケータイ捜査官7 第17話（2008年8月6日、テレビ東京）
- トミカヒーロー レスキューファイアー（2009年8月8日、テレビ東京） - 神崎律子 役
- クロヒョウ 龍が如く新章（2010年10月 - 12月、毎日放送） - 由里香 役
- カルテット（2011年1月 - 3月、毎日放送） - ハノイ 役
- なぜ東堂院聖也16歳は彼女が出来ないのか?（2014年10月 - 12月、メ〜テレ） - 李花 役
- 人形佐七捕物帳 第1話「羽子板娘」（2016年10月4日、BSジャパン） - 「辰源」女中頭・お市 役

### 映画
- 東京大学物語（2006年） - 池之端由貴 役
- LOVE 〜二つの愛の物語〜（2006年）
- 紀子の食卓（2006年） - 廃人5号 役
- 官能小説（2007年） - マイカ 役
- ほんとうにあった怖い話 怨霊2（2007年）
- リアル鬼ごっこ（2008年） - 佐藤益美 役
- ヘイジャパ（2008年） - ケイ 役
- 少林少女（2008年） - 湯浅奈緒子 役
- クレーマー（2008年） - 飯島しおり 役
- シルク（2008年） - 娼妓 役
- 上島ジェーン（2009年） - 渚 役
- ランブリングハート（2010年）
- リアル鬼ごっこ2（2010年） - 佐藤美沙 役
- アウトレイジ（2010年）- 水野の女 役
- 行きずりの街（2010年）
- nude（2010年） - みひろ 役（主演）
- 恋の罪（2011年）
- An Assassin アサシン（2011年）
- 眩しくて見えなかったから 長い瞬きを繰り返した（2013年） - 絢 役
- 土竜の唄 潜入捜査官REIJI（2014年）
- メタルカ -METALCA-（2014年） - カンナ 役（主演）[10]
- グレイトフルデッド（2014年） - 北野敦子 役
- 君がいなくちゃだめなんだ（2015年） - トモエ 役
- 家族ごっこ 「高橋マニア」（2015年）
- 内村さまぁ〜ず THE MOVIE エンジェル（2015年） - 妻 役

### 配信
- Sweet Room〜TRIANGLE〜（2009年、BeeTV）
- 動画探偵ぐれいと・すぺしゃる ニコニコ連続殺人事件（2011年、ニコニコ動画） - 間際美喜 役
- 閲覧注意私ノ最期ヲ見テクダサイ（2013年、BeeTV） -　美優 役

### ラジオ
- GROOVE FROM K・WEST（2008年1月 - 6月、bayfm） - レギュラー

### ミュージックビデオ
- 浜田省吾「Thank you」（2005年）
- かりゆし58「アナタの唄」（2009年）
- North Coast Bad Boyz「is…オレとオマエの唄」（2010年）
- May J.「Back To Your Heart feat. Daniel Powter -Story Edition-」（2012年）[11]
- C&K「みかんハート」（2013年）[12]

### CM
- ケンタッキーフライドチキン「パーティバーレル」（2003年）
- ジャパンビバレッジ「うるおいの女性ルート」篇（2004年）
- ボーダフォン「連発メール」篇（2005年）
- ファミリーマート「みんなの定番」篇（2005年）
- Gaba英会話スクール（2005年）
- 武田薬品工業「ハイシーBメイト」（2005年）
- JR東日本 Suica「東京になっていく」篇（2006年）
- メガネトップ（2006年）
- 日本マクドナルド「メガたまご」（2006年）
- 日本マクドナルド「マックカフェ」（2009年）

### その他
- ジョンソン・エンド・ジョンソン「ワンデーアキュビュー」 スチールモデル（2001年）
- NTT ADSL 広告モデル（2003年）
- CANMAKE イメージガール（2005年）
- ユニリーバ「Lux 髪トレ」 広告モデル（2007年）
- マールボロ motoGP グラフィック（2010年）

## 作品

### 写真集
- 月刊 渡辺奈緒子(SHINCHO MOOK 121)（2009年9月、新潮社、撮影：窪塚洋介）ISBN 978-4107902061
- 黎明（2012年2月24日、ワニブックス、撮影：レスリー・キー）ISBN 978-4847044397

### DVD
- 2002クラリオンWebアイドル DREAM（2003年、ハピネット・ピクチャーズ）